# Amphiro
Amphiro (Grieks: Αμφιρω) was in de Griekse mythologie een van de drieduizend Oceaniden (de kinderen van de zeegoden Tethys en Oceanus). Ze vertegenwoordigde de snelstromende rivieren. Haar naam betekent Omringende Stroom.